# Kaštanjer
Kaštanjer (tal. Castagner) je gradska četvrt i jedan od mjesnih odbora Grada Pule. Mjesni odbor Kaštanjer obuhvaća istoimenu gradsku četvrt smještenu na površini od 688.533 m² na kojoj živi 5.166 stanovnika. Gustoća naseljenosti iznosi 7502,9 st./km2.
Kaštanjer je dobio naziv prema brojnim kestenima koji su rasli na ovom području prije nego što je intenzivnije naseljen. Etimologija riječi Kaštanjer dijalektalni je izraz izvorne talijanske riječi castagnere koja označava kestenik.
Kaštanjer je sa sjevera ograničen Monvidalom i Valvidalom, s istoka pulskom zaobilaznicom odnosno Valmadama, s juga Gregovicom, a sa zapada Sv. Martinom.